# Egysejtűek

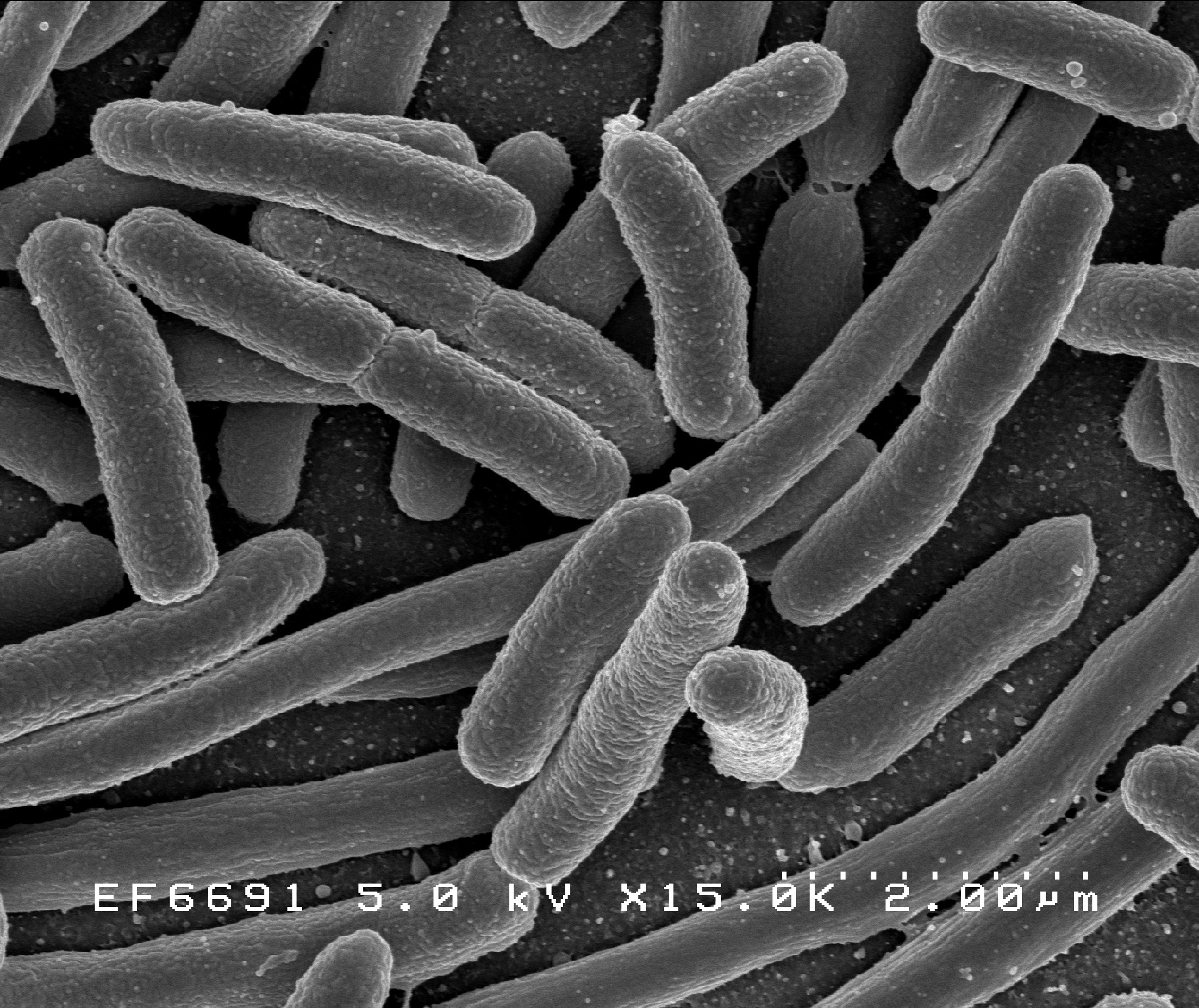
Escherichia coli baktérium

Egysejtű élőlények, röviden egysejtűek olyan élőlények, amelyek egyetlen sejtből épülnek fel, szemben a többsejtű élőlényekkel, melyek egynél több sejtből állnak.
A legtöbb egysejtű mikroszkopikus méretű, azaz szabad szemmel nem látható (mikroorganizmus), de akadnak ritka kivételek. Ilyenek például:
- Valonia ventricosa – valódi zöldmoszat, átmérője 1–4 cm
- Syringammina fragilissima – likacsosházú, akár 20 cm-es is lehet
- Thiomargarita namibiensis – a 2. legnagyobb ismert baktérium, mérete jellemzően 0,1–0,3 mm, de akár 0,75 mm-es is lehet.
- Thiomargarita magnifica – a legnagyobb ismert baktérium, 1–2 cm is lehet.[1]

Egyes egysejtű élőlények bizonyos életszakaszukban képesek egyetlen, több sejtmaggal rendelkező halmazzá összeolvadni. Ilyenek például a nyálkagombák.
Az állati egysejtűeket nevezik protozoonoknak („Protozoa”) is, ez azonban parafiletikus csoport, mivel belőlük fejlődtek ki többek közt az állatok. Az első állatok a Földön vízben, illetve más állatokban élnek. Szaporodásuk egyszerű osztódás (ivartalan).
4 csoportjuk különül el: ostorosok, csillósok, gyökérlábúak (amőbák), spórások.
Egyes többsejtű élőlények bizonyos életszakaszukban képesek sejtjeik összeolvasztásával úgynevezett (egy sejtnek tekinthető) szincitiumot képezni. Ilyenek a nyálkaspórások.
Az egysejtűek háromféle módon tudnak mozogni: hosszú ostorokkal, rövid csillókkal vagy állábakkal.